# Twechar
Twechar is een dorp in de Schotse council East Dunbartonshire in het historisch graafschap Dunbartonshire in de buurt van Kirkintilloch.